# エイノ・レイノ
エイノ・レイノ（フィンランド語: Eino Leino、1878年7月6日 - 1926年1月10日）はフィンランドの詩人、ジャーナリスト。フィンランドの詩人の先駆者として知られている。レイノが書いた詩は現代とフィンランド民俗の要素を兼ね備え、その作風はカレワラなどの民謡に似ている。レイノの作品は主に自然、愛、そして絶望がテーマであり、現代のフィンランドでも広く読まれている。

## 生涯

### 青年期
10人兄弟の末男（七男であった）として、パルタモで生まれた。生まれたときの名前はアルマス・エイナル・レオポルド・ロンボホム（Armas Einar Leopold Lönnbohm）だった。レイノの父の旧姓はムストネン（Mustonen）だったが、出世のために姓をロンボホム（Lönnbohm）に変更していた。エイノ・レイノの兄カシミル・レイノは詩人、評論家、演出家であり、2人は1898年に文学雑誌を創刊した。
レイノは12歳にはじめて詩の作品を発表、18歳には詩集マーリスクーン・ラウルヤ（Maaliskuun lauluja）を発表した。
レイノの両親は彼の学生時代に死去したレイノはまずカヤーニ、続いてオウルとハメーンリンナの学校に行き、親戚の家に寄宿した。レイノはハメーンリンナ学院を卒業した後、帝国アレクサンテリ大学に進学した。

### 作家として
レイノは作家生涯の早期には多くの批評家に称賛されていた。彼は文学界や新聞界に入り、若いフィンランド人の社交界に入った。レイノの友達には画家のペッカ・ハロネンと翻訳家のオットー・マンニネンがいる。
フィンランド内戦の結果、レイノの民族統一という理想主義的な理念が崩れたため、彼のジャーナリストと論客としての影響力が弱まった。1918年には政府の作家として年金を得た。レイノは多産だったが家計が厳しく、また健康も悪化した。彼は1925年にベルテル・グリペンベルグ宛てに書いた手紙で「人生は永遠な力との恒常な闘いである」と書いた。
レイノは詩や物語を70冊以上出版した。そのうち最も有名なのが1903年と1916年に出版したヘルカヴィルシア（Helkavirsiä）であり、レイノは作中にフィンランド神話や民話を多用した。
詩のほか、レイノは新聞で演劇や文化について書き、ユーハン・ルードヴィーグ・ルーネベリやヨハン・ヴォルフガング・フォン・ゲーテの作品を翻訳した。レイノはダンテ・アリギエーリの神曲をはじめてフィンランド語に翻訳したフィンランド人である。
レイノは3度結婚しており、一人娘のヘルカ（Helka）をもうけた。1926年、47歳で死去した。
レイノについて最も詳しく記述した伝記は1930年代に同僚・愛人のL・オネルヴァによって書かれた伝記である。オネルヴァは伝記で自身の生涯についても書いた。

## 作風
レイノはフィンランド文学における民族ロマン主義をはじめて形作った最も重要な人物と考えられている。実際、レイノは作曲家のジャン・シベリウス、画家のアクセリ・ガッレン＝カッレラ、建築家のエリエル・サーリネンなど若いフィンランド人の作品の特徴を述べるとき「民族ネオロマン主義」（National neoromantism）という語を造語していた。
レイノの35年間にわたる作家生涯の中、その作風を発展させた。1903年のヘルカヴィルシア（Helkavirsiä）など早期の作品ではフィンランドの民族叙事詩カレワラの影響が見られた 。中期には西方文学の名著をフィンランド語に翻訳したほか、自身の作品も詩、戯曲、エッセイ、レビューなど多種多様で、作品に現れた感情も深い愛情、厭世観、辛辣な批判など多岐にわたった。
晩年には私生活で苦労したほか、作風が若いころの民族ロマン主義に返った。